# Сайдыс
Сайды́с — малая река в России, протекает в Майминском районе Республики Алтай. Устье реки находится в 27 км по правому берегу реки Майма. Длина реки составляет 28 км. В верховьях, в 21 км от устья, на реке расположено село Средний Сайдыс. Правые притоки: Карасук, Куташ; левые притоки незначительны. От устья до впадения Карасука вдоль реки идёт трасса Горно-Алтайск  — Верх-Бийск. 

## Данные водного реестра
По данным государственного водного реестра России относится к Верхнеобскому бассейновому округу, водохозяйственный участок реки — Катунь, речной подбассейн реки — Бия и Катунь. Речной бассейн реки — (Верхняя) Обь до впадения Иртыша.